# Gendün Chöpel
Gendün Chöpel (1903 - Lhasa, 1951) was een rebelse Tibetaanse monnik, schrijver, onderzoeker en kunstenaar.

## Leven
Gendün Chöpel werd als kind erkend als de incarnatie van een nyingmageestelijke en kwam daarom als monnikenleerling in een klooster terecht in Rebkong in de provincie Amdo, tegenwoordig het gebied Tongren, Qinghai. Het was een intelligente jongen en al snel vervolgde hij zijn studie aan de gelug-kloosteruniversiteit Labrang. Hier voerde hij debatten, waarbij hij zich heftig tegen de in machtsstructuren gevangen clerus wendde.
Na enkele jaren ging hij naar het Drepungklooster in Lhasa, waarna hij uiteindelijk op de leeftijd van 29 Tibet verliet om zijn leven als leek in India ter vervolgen. Hier leerde hij Engels, Sanskriet en Pali, hield hij zich bezig met Westerse filosofieën en maatschappijmodellen en knoopte hij contacten aan met intellectuelen en kunstenaars. Hij voorzag met schilderijen in zijn levensonderhoud en ontmoette altijd wel mensen die hem hielpen. In navolging op de Kamasutra, schreef hij het werk dat onder Tibetanen het bekendst van hem is, De Tibetaanse kunst van de liefde. Ook deed hij onderzoek van de manuscripten van Dunhuang en schreef op basis daarvan een boek over de geschiedenis van Tibet, de Witte annalen. Ook hielp hij tibetoloog Joeri Rjorich bij de vertaling van de Blauwe annalen van het Tibetaans in het Engels.
Chöpel was tevens de eerste Tibetaanse moderne kunstenaar. Hij brak met de schetsen die hij maakte voor De Tibetaanse kunst van de liefde alsmede met zijn aquarellen met de tradities in de vrijwel geheel religieus gerichte Tibetaanse schilderkunst. In Kalimpong werd voor de elite in Tibet een tijdschrift in het Tibetaans gedrukt. Ook de hoogst opgeleide Tibetanen in Tibet waren er van overtuigd dat de aarde geheel plat was. In juni 1938 publiceerde hij in het tijdschrift Melong (Spiegel) een essay waarin hij beschreef waarom dit een misvatting was en de aarde rond moest zijn. Bij zijn verhoren na zijn arrestatie in Tibet in 1946 speelde dat essay nog een belangrijke rol.
Gendün Chöpel had in Kalimpong nauwe contacten met onder meer Pandatsang Rapga en Thubten Kunphela die de oprichters waren van de Verbeteringspartij Tibet. Het was een politieke beweging die fundamentele veranderingen in Tibet beoogde. De partij beschouwde de toenmalige regeringsstructuur van Tibet als volstrekt verouderd. Het had niet zozeer een volkomen andere sociale orde als doel, maar beoogde vooral een meer seculiere regeringsvorm waarin veel meer aandacht zou zijn voor verbetering van infrastructuur, zoals bijvoorbeeld introductie van meer technologie, beter onderwijs en een modern en staand Tibetaans leger. Chöpel raakte hierbij betrokken en ontwierp een logo voor de partij: een sikkel gekruist met een zwaard.
De Britten waren op de hoogte van het bestaan van de partij en hielden die ook nauwlettend in het oog. Gendün Chöpel vertrok in 1946 in opdracht van Pandatsang Rapga en vermomd als monnik naar Tibet om daar inlichtingen te verzamelen en draagvlak voor de beweging te creëren. De Britten informeerden  de Tibetaanse regering over zijn vertrek uit Kalimpong en hun vermoeden dat hij naar Tibet zou reizen. Gendün Chöpel werd dan ook vrijwel direct na aankomst in Tibet gearresteerd en tot 1950 gevangen gehouden. Pas kort voor de invasie van Tibet werd hij vrijgelaten en hij overleed kort erna met een geruïneerde gezondheid.

## Filmografie
- Angry Monk, verfilming van Gendün Chöpel door Luc Schädler in 2005